# 吉崎村
吉崎村（よしさきむら）は福井県坂井郡にあった村。現在のあわら市吉崎にあたる。

## 地理
- 湖沼 ： 北潟湖

## 歴史
- 1897年（明治30年）4月1日 - 吉崎村（1889年ー1897年）の区域の内、大字吉崎の区域が分立して、吉崎村（1897年ー1954年）が発足する。同日、吉崎村（1889年ー1897年）は名称を変更して、北潟村となる。
- 1954年（昭和29年）10月5日 - 金津町、吉崎村、細呂木村、坪江村及び伊井村が合併して、改めて金津町が発足する。

## 名所・旧跡・観光スポット・祭事・催事
- 吉崎御坊